# قرار مجلس الأمن التابع للأمم المتحدة رقم 1562
اعتمد مجلس الأمن التابع للأمم المتحدة القرار 1562 بالإجماع في 17 أيلول / سبتمبر 2004. بعد التذكير بجميع القرارات السابقة بشأن الحالة في سيراليون، مدد المجلس ولاية وجود بعثة الأمم المتحدة في سيراليون لمدة تسعة أشهر حتى 30 يونيو 2005.

## القرار

### أعمال
وبموجب الفصل السابع من ميثاق الأمم المتحدة، قام المجلس بتمديد ولاية القوة المتبقية التابعة لبعثة الأمم المتحدة في سيراليون على النحو المنصوص عليه في القرار 1537 (2004) وكلفها بالعمليات العسكرية والشرطية والمدنية، وأذن لها كذلك باستخدام جميع التدابير اللازمة الوفاء بولايتها. وتم مراجعة وجودها باستخدام المعايير التالية:
- تعزيز جيش وشرطة سيراليون
- توطيد سلطة الدولة في جميع أنحاء سيراليون
- تعزيز نشر بعثة الأمم المتحدة في ليبريا.

وتم حث حكومة سيراليون على تطوير قوة الشرطة والقوات المسلحة ونظام العقوبات والقضاء المستقل لتمكين الانتقال من بعثة الأمم المتحدة في سيراليون إلى الحكومة. وأخيرا رحب المجلس بعزم الأمين العام كوفي عنان إبقاء الوضع في سيراليون قيد المراجعة.

## روابط خارجية
- نص القرار في undocs.org